# Sant Prist de Varenas
Saint-Priest-Bramefant és un municipi francès situat al departament del Puèi Domat i a la regió d'Alvèrnia-Roine-Alps. L'any 2007 tenia 811 habitants.

## Demografia

### Població
El 2007 la població de fet de Saint-Priest-Bramefant era de 811 persones. Hi havia 321 famílies de les quals 74 eren unipersonals (29 homes vivint sols i 45 dones vivint soles), 111 parelles sense fills, 115 parelles amb fills i 21 famílies monoparentals amb fills.
La població ha evolucionat segons el següent gràfic:
Habitants censats

### Habitatges
El 2007 hi havia 362 habitatges, 326 eren l'habitatge principal de la família, 16 eren segones residències i 21 estaven desocupats. 357 eren cases i 2 eren apartaments. Dels 326 habitatges principals, 279 estaven ocupats pels seus propietaris, 31 estaven llogats i ocupats pels llogaters i 16 estaven cedits a títol gratuït; 2 tenien una cambra, 9 en tenien dues, 29 en tenien tres, 103 en tenien quatre i 183 en tenien cinc o més. 288 habitatges disposaven pel capbaix d'una plaça de pàrquing. A 100 habitatges hi havia un automòbil i a 200 n'hi havia dos o més.

### Piràmide de població
La piràmide de població per edats i sexe el 2009 era:
| Homes | Edats   | Dones |
| ----- | ------- | ----- |
| 0     | 95 o +  | 0     |
| 0     | 90 a 94 | 4     |
| 0     | 85 a 89 | 0     |
| 0     | 80 a 84 | 4     |
| 16    | 75 a 79 | 12    |
| 12    | 70 a 74 | 12    |
| 20    | 65 a 69 | 16    |
| 12    | 60 a 64 | 28    |
| 20    | 55 a 59 | 16    |
| 16    | 50 a 54 | 36    |
| 28    | 45 a 49 | 12    |
| 36    | 40 a 44 | 28    |
| 28    | 35 a 39 | 28    |
| 32    | 30 a 34 | 32    |
| 20    | 25 a 29 | 20    |
| 12    | 20 a 24 | 8     |
| 20    | 15 a 19 | 12    |
| 16    | 10 a 14 | 24    |
| 28    | 5 a 9   | 24    |
| 4     | 0 a 4   | 36    |

## Economia
El 2007 la població en edat de treballar era de 527 persones, 404 eren actives i 123 eren inactives. De les 404 persones actives 362 estaven ocupades (201 homes i 161 dones) i 42 estaven aturades (14 homes i 28 dones). De les 123 persones inactives 37 estaven jubilades, 35 estaven estudiant i 51 estaven classificades com a «altres inactius».

### Ingressos
El 2009 a Saint-Priest-Bramefant hi havia 341 unitats fiscals que integraven 850 persones, la mediana anual d'ingressos fiscals per persona era de 17.894 €.

### Activitats econòmiques
Dels 32 establiments que hi havia el 2007, 3 eren d'empreses extractives, 14 d'empreses de construcció, 3 d'empreses de comerç i reparació d'automòbils, 1 d'una empresa de transport, 5 d'empreses d'hostatgeria i restauració, 1 d'una empresa immobiliària, 3 d'empreses de serveis i 2 d'entitats de l'administració pública.
Dels 11 establiments de servei als particulars que hi havia el 2009, 2 eren paletes, 1 guixaire pintor, 5 fusteries, 1 lampisteria, 1 electricista i 1 empresa de construcció.
L'any 2000 a Saint-Priest-Bramefant hi havia 19 explotacions agrícoles que ocupaven un total de 432 hectàrees.

## Equipaments sanitaris i escolars
El 2009 hi havia una escola elemental.

## Poblacions més properes
El següent diagrama mostra les poblacions més properes.